# CV Alcobendas
CV Alcobendas är en volleybollklubb från Alcobendas, en stadsdel i Madrid, Spanien. Klubben grundades 2000.
Laget debuterade i Superliga Femenina de Voleibol (spanska högstaligan) 2013/2014 och har som bäst kommit tvåa, vilket de gjorde 2020-2021. De vann spanska cupen 2021